# Myskmalva
Myskmalva (Malva moschata) är en art i familjen malvaväxter. 
Den har upprätt stam med utstående enkla hår. Blommorna i rosa eller vitt är svagt myskdoftande. De yttre foderbladen är lansettformade upptill och cirka 3–4 mm långa. Hela växten blir mellan 30 och 80 cm hög. Frukterna ser ut som en rund skiva med 15-20 enskilda frukter, och den lilla ringen har i Norge använts till olika lekar. 
Myskmalva utvecklar en pålrot och är inte så lätt att gräva upp när den har fått lite storlek, men det första året kan man flytta på den. Blommorna på myskmalva har både pollen och nektar som bina tycker mycket om. Av och till kan bina bli så överfulla med pollen att de får problem med att lyfta.
Hela växten är ätlig och både bladen, blommorna och fröna kan användas i sallader och soppa. Den är rik på A-, B- och C-vitamin. Som medicinalväxt är myskmalva mycket använd mot förstoppning och diarré. Den är också bra mot halsont och hosta, och den lär ge ökad mjölkproduktion hos ammande kvinnor. Det är särskilt som slemlösande medel den används i dagens folkmedicin.
Myskmalva kan förväxlas med rosenmalva, men den senare har ytterfoderblad som är ovala till triangelformade.

## I Norge
Myskmalva har ända sedan medeltiden varit odlad och populär som prydnadsväxt och nyttoväxt i hela Norden. Det var munkar som först började odla den i Norge under medeltiden och sedan har den spritt sig och finns nu helt naturaliserad på många platser på låglandet på östersidan av berg.
Frukterna kunde till exempel bli trädda på tråd som halsband och använda som knappar förr i tiden.

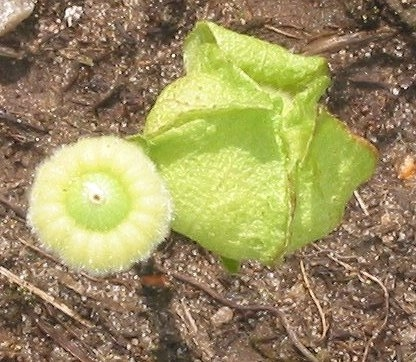
Närbild av frukten.

Den är tålig och härdig i de bättre odlingszonerna. Den trivs bäst på väl dränerad, gärna torr plats, och är en villig och tacksam växt som sprider sig lätt med frö. Man kan klippa ned den efter första blomningen, och då kommer blommorna att få en blomning til. En del klarar att få den att blomma tre gånger under en och samma sommar.